# Zambia ai Giochi olimpici
Lo Zambia ha partecipato per la prima volta ai Giochi olimpici nel 1964, con il nome di Rhodesia Settentrionale.
Gli atleti zambiani hanno vinto due medaglie ai Giochi olimpici estivi, mentre non hanno mai partecipato ai Giochi olimpici invernali.
Il Comitato Olimpico Nazionale dello Zambia venne creato e riconosciuto dal CIO nel 1964.

## Medaglieri

### Medaglie alle Olimpiadi estive
| Giochi                 | Oro              | Argento          | Bronzo           | Totale           |
| ---------------------- | ---------------- | ---------------- | ---------------- | ---------------- |
| Tokyo 1964             | 0                | 0                | 0                | 0                |
| Città del Messico 1968 | 0                | 0                | 0                | 0                |
| Monaco di Baviera 1972 | 0                | 0                | 0                | 0                |
| Montréal 1976          | non partecipante | non partecipante | non partecipante | non partecipante |
| Mosca 1980             | 0                | 0                | 0                | 0                |
| Los Angeles 1984       | 0                | 0                | 1                | 1                |
| Seul 1988              | 0                | 0                | 0                | 0                |
| Barcellona 1992        | 0                | 0                | 0                | 0                |
| Atlanta 1996           | 0                | 1                | 0                | 1                |
| Sydney 2000            | 0                | 0                | 0                | 0                |
| Atene 2004             | 0                | 0                | 0                | 0                |
| Pechino 2008           | 0                | 0                | 0                | 0                |
| Londra 2012            | 0                | 0                | 0                | 0                |
| Rio de Janeiro 2016    | 0                | 0                | 0                | 0                |
| Tokyo 2020             | 0                | 0                | 0                | 0                |
| Parigi 2024            | 0                | 0                | 1                | 1                |
| Totale                 | 0                | 1                | 2                | 3                |

### Medaglie per disciplina

#### Olimpiadi estive
| Sport            | Oro | Argento | Bronzo | Totale |
| ---------------- | --- | ------- | ------ | ------ |
| Atletica leggera | 0   | 1       | 1      | 2      |
| Pugilato         | 0   | 0       | 1      | 1      |
| Totale           | 0   | 1       | 2      | 3      |

### Medagliati
| Medaglia | Atleta           | Edizione         | Sport            | Evento             |
| -------- | ---------------- | ---------------- | ---------------- | ------------------ |
| Bronzo   | Keith Mwila      | Los Angeles 1984 | Pugilato         | Pesi Mosca         |
| Argento  | Samuel Matete    | Atlanta 1996     | Atletica leggera | 400 metri ostacoli |
| Bronzo   | Muzala Samukonga | Parigi 2024      | Atletica leggera | 400 metri          |